# John Van Kessel
John Van Kessel (né le 19 décembre 1969 à Bridgewater en Nouvelle-Écosse au Canada) est un joueur professionnel canadien de hockey sur glace.

## Biographie
Van Kessel a partagé sa carrière junior entre les Bulls de Belleville et les Centennials de North Bay dans la LHO avant de commencer sa carrière dans la LAH avec les Nighthawks de New Haven puisqu'un an plus tôt, il fut repêché par les Kings de Los Angeles au Repêchage d'entrée dans la LNH 1988. Un peu plus tard, il joua pour les Senators de New Haven puis les Oilers du Cap-Breton.
Pendant son passage au Cap Breton, il joua également dans l'ECHL pour deux équipes soit les Thunderbirds de Wheeling et les Admirals de Hampton Roads. À la suite de ce passage, il quitta l'Amérique du Nord puisqu'il passa le reste de sa carrière en Europe.
Il commença avec le HK Bled en Slovénie puis il passa 2 saisons dans la DEL avec 4 différentes équipes. Puis, après une année de repos, il joua sa dernière saison avec le EV Zeltweg dans la ÖEL. Il prit sa retraite à la fin de cette saison.